# Українсько-нігерські відносини
Українсько-нігерські відносини — відносини між Україною та Республікою Нігер.
Нігер визнав незалежність України 1 жовтня 1999 року, того ж дня країни встановили дипломатичні відносини.
Інтереси громадян України в Республіці Нігер захищає Посольство України в Марокко.
Повалений внаслідок перевороту 2023 року президент Нігеру Мохамед Базум вважався союзником Заходу та України.
6 серпня 2024 року Нігер розірвав дипломатичні відносини з Україною через, начебто, причетність українських спецслужб до вбивства найманців ПВК «Вагнер» та військовослужбовців малійської армії в Малі.

## Торгівля
Загальний товарообіг між Україною і Нігером за 2020 рік склав 471,6 тис. дол. США. Експорт товарів з України до Нігеру за 2020 рік склав 457,3 тис. дол. США. Імпорт товарів з Нігеру до України за 2020 рік склав 14,3 тис. дол. США (збільшився на 155,5% у порівнянні з 2019 р.). Сальдо торгівлі товарами протягом 2020 р. позитивне для України і склало  443 тис. дол. США.
Основні товарні позиції українського експорту до Нігеру – чорні метали (352,4 дол. США), м’ясо та їстівні субпродукти (16,7 тис. дол. США), різні харчові продукти (63,5 тис. дол. США).